# Andrena brevihirtiscopa
Andrena brevihirtiscopa är en biart som beskrevs av Hirashima 1962. Andrena brevihirtiscopa ingår i släktet sandbin, och familjen grävbin. Inga underarter finns listade i Catalogue of Life.